# رئيس الإمارات العربية المتحدة
رئيس دولة الإمارات العربية المتحدة هو أعلى منصب في الإمارات العربية المتحدة ووفقاً لدستور دولة الإمارات العربية المتحدة ينتخب المجلس الأعلى للأتحاد من بين أعضائه رئيس الدولة وتكون مدته خمس سنوات قابلة للتجديد ، وفي حال شغور منصب الرئيس فإن نائب الرئيس يتولى صلاحيات رئيس الدولة مؤقتًا حتى يجتمع المجلس الأعلى للاتحاد في غضون 30 يومًا لانتخاب رئيس جديد. وجرى العرف في دولة الأمارات منذ تأسيسها بأن يكون حاكم أبوظبي هو رئيس الدولة وحاكم دبي نائباً للرئيس. رئيس دولة الإمارات حالياً هو الشيخ محمد بن زايد آل نهيان منذ 14 مايو 2022.
يعتبر الشيخ زَايِد بِن سُلْطَان آل نَهْيَان هو الأب المُؤسس لدولة الإمارات العربية المتحدة، وإليه يُنسب الفضل على نطاق واسع في توحيد الإمارات السبع في دولة أتحادية واحدة. وهو هو أول رئيس لدولة الإمارات العربية المتحدة منذ تأسيس دولة الإمارات وحتَّى وفاته في 2 نوفمبر 2004. وبعد وفاته بيوم واحد، انتخب المجلس الأعلى للأتحاد ابنه الأكبر وحاكم أبوظبي خليفة بن زايد آل نهيان رئيسًّا للدولة. رئيس الدولة هو أيًضا بحكم منصبه هو القائد الأعلى للقوات المسلحة الإماراتية.
وفي 13 مايو 2022، توفيَ الشيخ خليفة بن زايد آل نهيان، وفي اليوم التالي، عقد المجلس الأعلى للأتحاد أجتماعاً أنتخب خلاله المجلس حاكم أبوظبي الشيخ محمد بن زايد آل نهيان رئيسًّا للدولة.

## رؤساء دولة الإمارات العربية المتحدة (1971-حتّى الآن)
|   | الصورة | الاسم (الميلاد–الوفاة)                   | فترة تولي المنصب | فترة تولي المنصب | المدة              | الإمارة |
| - | ------ | ---------------------------------------- | ---------------- | ---------------- | ------------------ | ------- |
| 1 |        | الشيخ زايد بن سلطان آل نهيان (1918–2004) | 2 ديسمبر 1971    | 2 نوفمبر 2004    | 32 سنوات و336 أيام | أبو ظبي |
| 2 |        | الشبخ خليفة بن زايد آل نهيان (1948–2022) | 3 نوفمبر 2004    | 13 مايو 2022     | 17 سنوات و191 أيام | أبو ظبي |
| 3 |        | الشيخ محمد بن زايد آل نهيان (1961–)      | 14 مايو 2022     | حتى              | 3 سنوات و27 أيام   | أبو ظبي |

## الشارة

العلم الرئاسي، من 1973 إلى 2008.
العلم الرئاسي، مُنذ 2008 إلى الوقت الحاضر.

## وصلات خارجيَّة
- الموقع الرسمي